# ريجنالد هارت
ريجنالد هارت (بالإنجليزية: Reginald Clare Hart)‏ هو مهندس أيرلندي، ولد في 11 يونيو 1848 في Scarriff ‏ في جمهورية أيرلندا، وتوفي في 18 أكتوبر 1931 في بورنموث في المملكة المتحدة.